# Vivo (álbum de Tanghetto)
Vivo (también conocido como VIVO) es el primero de dos álbumes en vivo de la banda de electrotango Tanghetto. Este fue grabado durante las giras de El Miedo a la Libertad y Más Allá del Sur entre 2007 y 2010, en ciudades diferentes en América del Sur, América del Norte y Europa.
Durante la visita europea de 2007, Tanghetto estuvo entrevistado y actuó en la BBC Servicio Mundial. Este rendimiento estuvo grabado y más tarde incluido en VIVO, entre otros registros en ciudades diferentes, como Buenos Aires, São Paulo, Ciudad de México, Montevideo, Groningen y París.
El álbum incluye tres bonus tracks de estudio: "Milonga Moderna", una canción de Tanghetto cantada por el cantante uruguayo Tabaré Leyton, una versión de Seven Nation Army, de The White Stripes y una versión de Computer Love de Kraftwerk.
Un segundo volumen con un sonido más acústico y orgánico fue lanzado en 2012 bajo el nombre VIVO Milonguero.
VIVO estuvo nominado para un Premio Gardel en Argentina en 2011.

## Canciones
1. "Más de lo Mismo" (4:36) - vivo en Milán, Italia
2. "El Boulevard" (4.11) - vivo en Buenos Aires, Argentina
3. "An Englishman in New York" - vivo en São Paulo, Brasil
4. "Inmigrante" (4:16) - vivo en São Paulo, Brasil
5. "Buscando Camorra" - Vivo en Ciudad de México
6. "La Milonga" (3:24) - vivo en Milán, Italia
7. "Una Llamada" (4:24) - vivo en Los Ángeles, EE. UU.
8. "Tango Místico" (3.58) - vivo en Milán, Italia
9. "Recursos Humanos" (4:19) - vivo en Montevideo, Uruguay
10. "Enjoy The Silence" (5:21) - vivo en Londres, Reino Unido
11. "Alexanderplatz Tango" (4.18) -vivo en Groningen, Netherlands
12. "El Deseo" (3:53) - vivo en París, Francia
13. "Al final todos se van" (4:22) - vivo en Milán, Italia
14. "Vida Moderna en 2/4" (4:15) - vivo en Buenos Aires, Argentina

Bonus Tracks (estudio)
15. "Milonga Moderna (Remix)" 4:00
16. "Seven Nation Army" (White Stripes) 3:45
17. "Computer Love" (Kraftwerk) 3:29